# Canto a la victoria
Canto a la victoria es el quinto EP del cantautor chileno Ángel Parra como solista, lanzado originalmente en Francia en 1987. Contiene tanto canciones compuestas por Ángel como por su madre, la reconocida Violeta Parra, incluyendo una versión de la famosa «Volver a los diecisiete».

## Lista de canciones
Toda la música compuesta por Ángel Parra, salvo que se indique lo contrario. 
| Canto a la victoria |                                        |               |          |  |
| N.º                 | Título                                 | Música        | Duración |  |
| 1.                  | «Canto a la victoria»                  |               | 17:56    |  |
| 2.                  | «La carta» (o «Me mandaron una carta») | Violeta Parra | 3:32     |  |
| 3.                  | «Señora araña»                         |               | 2:47     |  |
| 4.                  | «Volver a los diecisiete»              | Violeta Parra | 4:24     |  |
| 5.                  | «Todos se van a Asunción»              |               | 3:33     |  |
| 6.                  | «Marinerita»                           |               | 2:41     |  |
| 34:53               |                                        |               |          |  |